# Coro Voci Roveretane
Costituitosi nel 1997, il Coro Polifonico "Voci Roveretane" -diretto nei primi sedici anni rispettivamente da Enrico Miaroma e Rudy Parisi- dal 2014 prosegue la sua attività sotto la guida del M° Federico Mozzi.Dal 2020 è diretto dal M. Sergio Mutalipassi. 
Tra il 1998 e il 2001 ottiene un secondo e un terzo premio al Concorso Nazionale di Vittorio Veneto e si classifica al primo posto al Concorso Corale di Esecuzione Polifonica di Quartiano; nel 2003 e nel 2006 ottiene rispettivamente il secondo e il terzo premio al Concorso Nazionale Polifonico "Guido d'Arezzo".
Nel 2011 si aggiudica il terzo premio al Concorso Nazionale di Stresa.Intensa l'attività concertistica e le collaborazioni con il Comune di Rovereto, il Centro Internazionale Studi "R. Zandonai" nell'allestimento de "Melenis", gli Amici dell'Opera per "Madama Butterfly" e "La Vedova Allegra", l'Orchestra Haydn, Musica Riva Festival, i Filarmonici e altre associazioni. Il Coro si è fatto promotore del Festival "Polyphonia", della Rassegna "Note d'Avvento" e de "Architetture Musicali", progetto -quest'ultimo- volto alla valorizzazione degli aspetti architettonici e artistici di edifici sacri presenti sul territorio, con particolare attenzione all'acustica propria di ciascun luogo.
Vanno altresì ricordati lo studio e la valorizzazione della Musica Sacra della Scuola Napoletana del '600, la partecipazione allo spettacolo "Verdi narrar cantando" con Marco Paolini e Mario Brunello per il bicentenario di Verdi nell'ambito della Stagione teatrale del Comune di Rovereto, la presenza a varie edizioni de "Mondi Corali" per il Conservatorio di Trento, come pure a "In canto a castello" e alla giornata inaugurale per la riapertura del Teatro Zandonai, alle Feste Vigiliane edizione 2013, il "Progetto Guerra" per il centenario della Prima Guerra Mondiale con l'attore Enrico Tavernini e il Coro "Fior di Roccia", le due serate organizzate nel centro storico di Rovereto per la manifestazione "Città Invisibili" e la partecipazione a "100 voci per il Festival", nell'ambito del Festival della Meteorologia, edizione 2016, la partecipazione alle Feste Vigiliane edizione 2016.
Ultimo impegno rilevante, in ordine di tempo, la collaborazione del Coro in occasione del debutto nazionale del lavoro teatrale di Carolina De La Calle Casanova "sFortunato Depero", il 9 febbraio 2017, presso l'Auditorium " F. Melotti" di Rovereto.

## Storia
Il Coro Polifonico "Voci Roveretane" si costituisce a Rovereto (TN) alla fine del 1997, sotto la guida del maestro Enrico Miaroma. Sin dai primi anni di attività, collabora con gruppi strumentali e solisti proponendo, fra l'altro, opere di non frequente ascolto, quali la "Misa Criolla" di Ramirez e il "Romancero Gitano" di Castelnuovo-Tedesco.
Tra il 1998 e il 2001 viene premiato due volte al Concorso Nazionale Corale di Vittorio Veneto e vince il primo premio al Concorso Corale di Esecuzione Polifonica di Quartiano.
Nel periodo seguente, il Coro intraprende un'intensa attività concertistica, nell'ambito della quale si ricordano la partecipazione, con l'Orchestra regionale "Haydn", alla prima esecuzione moderna del Salmo "Dixit Dominus", per soli, coro e orchestra, di Domenico Cimarosa (incisa su CD) e alla terza Sinfonia di Gustav Mahler, con l'Orchestra di MusicaRivaFestival, sotto la guida del maestro Isaac Karabtchevsky. Nel 2003 e 2006 le "Voci Roveretane" partecipano al Concorso Nazionale Polifonico "Guido d'Arezzo", aggiudicandosi rispettivamente il 2º e 3º premio sempre sotto la guida di Enrico Miaroma.
Nel 2004 il Coro organizza a Rovereto il Festival "Polyphonia" e viene premiato fra i migliori interpreti dei brani vincitori del Concorso Internazionale di Composizione Corale di Trento.
Nel 2005, nell'ambito del Festival di Musica Sacra di Trento e Bolzano, partecipa all'esecuzione della Messa in Do maggiore per soli coro e orchestra di Ludwig van Beethoven con l'Orchestra "I Filarmonici" di Trento.
Nel 2007 un concerto del Coro è inserito nella prestigiosa Stagione della Filarmonica di Rovereto.
Il 10 novembre 2007 le "Voci Roveretane" hanno festeggiato i loro primi dieci anni di attività con una serata musicale alla quale hanno partecipato strumentisti e maestri, collaboratori del Coro a vario titolo.
Si è trattato anche del primo concerto diretto dall'attuale Maestro Rudy Parisi.
Sono della primavera 2008 le partecipazioni dei giovani del Coro all'opera "Le Betulle di Satov" di Fabio Conti al Teatro Sociale di Trento, e della sezione maschile ne "La Cenerentola" di G.Rossini per la Stagione Teatrale del Comune di Rovereto.
Nell'ambito della Stagione Teatrale roveretana 2008, il coro prende parte allo spettacolo “La variante di Lüneburg“con Milva e nel 2009 è impegnato nella messa in scena dell'operetta “La vedova allegra” di Lehar. L'excursus del coro nella musica lirica si ripete nel 2010 con la partecipazione alle opere “Madama Butterfly” di Puccini e “Melenis” di Zandonai. Nell'ottobre del 2011 si aggiudica il 3º premio al Concorso Nazionale di Stresa.
Sergio Mutalipassi 
Compie i primi studi musicali nella città natale di Riva del Garda, dove si avvicina al mondo corale grazie al Coro Anzolim de la Tor, diretto dal M° Giuseppina Parisi.
Dopo la maturità classica e la laurea in Storia Medievale presso l’Università degli Studi di Trento, si laurea in Chitarra Jazz presso il Conservatorio di musica F. A. Bonporti di Trento. Intraprende successivamente il percorso di Direzione di coro e Composizione corale sotto la guida del M° Lorenzo Donati laureandosi con Lode presso il medesimo conservatorio nel 2019 al Triennio e due anni dopo al Biennio.
Durante il suo percorso accademico ha modo di perfezionarsi in direzione di coro e d’orchestra con i Maestri Giancarlo Guarino e Christian Frattima, Nicole Corti, Philip Lawson, Javier Busto, Jorma Panula Anne Marie Turcotte e in canto con Maria Pia Molinari, Enza Ferrari, Mietta Sighele, Diego Caravano e Ombretta Macchi.
Ha, inoltre, approfondito gli studi di canto gregoriano con i Maestri Riccardo Zoja, Franco Radicchia, Alessandro de Lillo, Johannes Berchmans Goeschl, Giovanni Conti, Juan Carlos Asensio.
Dal 2014 collabora con numerose formazioni corali, tra queste: Coro Voci Roveretane, Coro Calicantus di Pergine, Coro Emerald di Trento, Ensemble vocale Nicolò d’Arco, Bonporti Antiqua Ensemble, Ensemble Hispanoamericano, esibendosi in prestigiosi luoghi in diverse regioni d’Italia, come: Basilica di S. Eustorgio di Milano, Duomo di Trento, Palazzo dei Capitani di Malcesine (VR), Campana dei Caduti di Rovereto (TN), Cortile della Rocca di Riva del Garda (TN), Basilica di S. Gaudenzio di Novara (NO), Teatro Zandonai di Rovereto (TN), Sacra di San Michele (TO), Casinò di Arco (TN).
Dal 2017 affianca l’attività di corista e di cantante solista a quella di direttore di coro alla guida della sezione giovanile Coro Castél di Arco (TN) e del gruppo vocale Voci nel Vento di Verla di Giovo (TN).
Lavora inoltre come vocalista con diverse formazioni corali, tra cui il Coro Sant’Ilario di Rovereto, e come insegnante di formazione corale e musicale presso le scuole musicali del territorio.
Dal 2020 è direttore del Coro Voci Roveretane di Rovereto.